# Jürgen Grabowski
Jürgen Grabowski (født 7. juli 1944, død 10. marts 2022) var en tysk fodboldspiller, der i perioden 1966-1974 spillede 44 landskampe og scorede 5 mål. På klubplan var han primært knyttet til den tyske klub Eintracht Frankfurt.